# Heliozela gracilis
Heliozela gracilis is een vlinder uit de familie van de Heliozelidae. De wetenschappelijke naam van de soort is voor het eerst geldig gepubliceerd in 1873 door Zeller.